# Canadian Open 1963
Die Canada Open 1963 im Badminton fanden vom 27. bis zum 30. März 1963 in Vancouver statt. Die Titelkämpfe waren in diesem Jahr sowohl die nationalen als auch die internationalen Meisterschaften Kanadas. Im Gegensatz zu den Jahren von 1957 bis 1961 wurden dieses Mal wie bereits im Vorjahr separate Wertungen für kanadische Sportler zur Ermittlung des nationalen Meisters durchgeführt.

## Finalergebnisse
| Disziplin                 | Sieger                        | Finalist                                        | Ergebnis            |
| ------------------------- | ----------------------------- | ----------------------------------------------- | ------------------- |
| Herreneinzel (open)       | Erland Kops                   | Channarong Ratanaseangsuang                     | 15-12, 15-12        |
| Dameneinzel (open/closed) | Marjory Shedd                 | Jean Miller                                     | 11-1, 11-7          |
| Herrendoppel (open)       | Erland Kops Robert McCoig     | Raphi Kanchanaraphi Channarong Ratanaseangsuang | 15-13, 11-15, 15-13 |
| Damendoppel (open/closed) | Marjory Shedd Dorothy Tinline | Jean Miller Bev Chittick                        | 17-15, 11-15, 15-8  |
| Mixed (open)              | Erland Kops Claire Lovett     | Robert McCoig Claude Lamere                     | 15-7, 7-15, 15-9    |
| Herreneinzel (closed)     | Wayne Macdonnell              | James Carnwath                                  | 15-7, 15-3          |
| Herrendoppel (closed)     | Wayne Macdonnell Bert Fergus  | Bunny Brewster George Thorpe                    | 15-7, 15-5          |
| Mixed (closed)            | James Carnwath Marjory Shedd  | Harold Moody Jean Miller                        | 18-14, 15-8         |